# 刘恩儒
刘恩儒，中国矿业大学教授、博士生导师，主要从事地震各向异性等方面的研究工作，入选中华人民共和国教育部第五批"长江学者"特聘教授，曾就读于爱丁堡大学地球物理系。